# Sacha Marcus
Sacha Marcus Broncano (Más conocido como Sacha Marcus) un actor de cine teatro y televisión, así como maestro de interpretación español que trabaja en España y México habitualmente, reconocido por su participación en producciones de T.V. como Luis Miguel: La serie, SMS, Sin miedo a soñar, Club de Cuervos o Los serrano, por películas como Dennis P o Ilusiones S.A. Y obras como Bodas de Sangre u Otelo.

## Carrera
En su adolescencia, Marcus Trabajó como modelo, en diferentes países europeos, con campañas y desfiles para los principales diseñadores de la década de los 90, destacando la primera colección masculina de Dolce & Gabbana. 
A los 18 años comenzó a trabajar en T.V. En primer lugar como presntador/conductor en Canal+ donde tuvo como "Coach" a Cristina Rota, cuyas clases le inspiraron para estudiar interpretación/actuación. En su etapa formativa pasó por maestros como Nelson Dorr   del Teatro Nacional de Cuba, Ángel Gutierrez director del Instituto Ruso de Artes Teatrales (GITIS) y Decano de la Real Escuela Superior de Arte Dramático. Y Juan Carlos Corazza  con quien realizó estudios completos y cuya influencia es la más importante en la actuación de Marcus así como en su investigación para desarrollar sus propios sistemas de enseñanza. Otros maestros que le influyeron notablemente fueron: Manuel Morón, Ana Gracia, Bruce Myers, Consuelo Trujillo, Augusto Fernandes, entre otros, y Jean-guy LeCat, en lo referente a escenografía, espacio escénico-sonoro. 
Con una vasta formación, comenzó a trabajar en teatro, donde ha realizado decenas de montajes, y  en ficción en series como Policías, en el corazón de la calle, Los simuladores,  El síndrome de Ulises, SMS, Sin miedo a soñar, Los Serrano o Isabel entre otras, y en la película holandesa Denis P. (2007)
En 2013 se trasladó a México, donde participó en series de televisión como Amor sin reserva, Club de Cuervos, Los justicieros y Luis Miguel: La serie, entre otras, al igual que en los filmes Ilusiones S.A. y Enamorándome de Abril.
Paralelo a su labor como actor, se dedica a la docencia actoral.

## Filmografía

### Cine.
| Año  | Título                | papel             | Director        |
| ---- | --------------------- | ----------------- | --------------- |
| 2007 | Dennis P.             | Mauricio Salazar. | Pieter Kjuipers |
| 2015 | Ilusiones S.A.        | Mauricio.         | Roberto Girault |
| 2016 | Enamorándome de Abril | Andrés            | Joel Nuñez      |

- Televisión.

| Año       | Título                              | Papel            |
| --------- | ----------------------------------- | ---------------- |
| 2000      | Al salir de clase                   | Enrique          |
| 2001      | Periodistas                         | Episódico        |
| 2001      | Policías, en el corazón de la calle | Nano             |
| 2002      | 7 Vidas                             | Hipólito         |
| 2006      | Tirando a dar                       | Ernesto Florez   |
| 2006      | Los simuladores                     | Episódico        |
| 2006-2007 | SMS                                 | Victor Sanz      |
| 2008      | El síndrome de Ulises               | Episódico        |
| 2010      | Tierra de lobos                     | Colaboración     |
| 2011      | Homicidios                          | 2 Capítulos      |
| 2011      | Isabel                              | Garci Franco     |
| 2013      | Águila roja                         | Jesus de Nazaret |
| 2013      | Gossip Girl: Acapulco               | Claudio          |
| 2013      | Las trampas del deseo               | Andrés           |
| 2014      | Amor sin reserva                    | Ramiro Solís     |
| 2015      | Club de Cuervos                     | Fernando         |
| 2016      | Los justicieros                     | Barracuda        |
| 2018      | Luis Miguel: la serie               | Pedro            |
| 2021      | Epidemy                             | Carlos Álvarez   |